# Abdrachman Szafi
Abdrachman (Ałmas) Szafi (Szafijew), ros. Абдрахман (Алмас) Шафи (Шафиев), w rzeczywistości Габдрахман Галиуллин (ur. w 1885 lub 1892 r., zm. po 1945 r.) – kupiec, tatarski emigracyjny działacz narodowy, przewodniczący Wołgotatarskiego Komitetu Narodowego podczas II wojny światowej

## Życiorys
W okresie wojny domowej w Rosji wyjechał do Turcji, gdzie działał w emigracyjnych organizacjach tatarskich. W 1927 r. znajdował się jako pomocnik w tureckim poselstwie do władz ZSRR. W latach 30. przeniósł się do Niemiec. W okresie II wojny światowej podjął kolaborację z Niemcami. Był jednym ze współorganizatorów Wołgotatarskiego Komitetu Narodowego (Komitetu "Idel-Ural") w Berlinie, stając później na jego czele. Wydawał organ prasowy Komitetu pt. "Идель-Урал". W styczniu 1945 r. ponownie zamieszkał w Turcji.